# 瑞孟高速公路
瑞丽—孟连高速公路简称瑞孟高速，是云南省规划建设的一条高速公路，全长521.359公里，是云南沿边高速公路的组成部分，部分路段与龙瑞高速、镇清高速和临清高速共线，新建里程368.756公里，项目总投资607.2亿元。预计为双向四车道，设计速度80公里/小时，路基宽25.5米。

## 历史
2019年6月12日，瑞孟高速工程性可研究报告获得云南省发展和改革委员会批复。至2020年，项目前期工作全部完成，原定于2020年12月开工、2024年建成:67-69。

## 规划路线
瑞孟高速经过德宏、保山、临沧、普洱4个州市共9个县份。起点位于瑞丽市城北的姐勒互通，与瑞陇高速衔接，与杭瑞高速共线75千米至芒市户育枢纽，连接在建的芒梁高速，后转向南，沿芒市坝外围绕向东，后穿隧道抵达龙陵县象达镇。向南经平达乡、勐糯镇，在田坡村附近设怒江特大桥跨越怒江，之后设12.5公里特长隧道穿越山梁到达镇康县勐捧镇，向西南抵达镇康县城。芒市至镇康段新建里程为148.175公里。
高速从镇康向南，与在建的镇清高速共线，共线里程34.222公里。到南捧村与在建的临清高速衔接，后与临清高速共线，向东北至勐撒镇，共线里程77.603公里。
后从勐撒折向西南，经过耿马县城后向南，在糯良乡设立沧源互通，另建连接互通与沧源县城的一级路。高速折向东南到孟连，向南到景信乡郎勒互通与规划中的孟富高速衔接。勐撒至孟连段新建185.17公里。
全线共设南相章、法帕、芒市北、象达、平达、勐糯、勐捧、耿马北、 耿马南、勐省、沧源、孟连12条互通立交配套连接线，共长80.495公里，其中一级公路50.68公里、二级公路长29.82公里。

## 资料来源
1. ↑  匡鹏. . www.ynjtt.gov.cn. 云南省交通运输厅. 2017-10-30  [2017-12-10]. （原始内容存档于2017-12-11）.
2. 1 2  启胜. . www.read138.com. 云南高速通. 2017-12-01  [2017-12-10]. （原始内容存档于2020-11-01）.
3. ↑  熊世林. . 保山市交通运输局. 2019-06-13  [2021-02-03]. （原始内容存档于2021-04-10）.
4. ↑  云南省基础设施“双十”重大工程综合协调服务推进办公室. . 云南省发展和改革委员会. 2020-06-05.
5. 1 2 3  . news.sina.com.cn. 云南网. 2017-09-06  [2017-12-10]. （原始内容存档于2018-01-05）.
6. ↑  . www.cnepaper.com. 德宏团结报. 2017-09-11  [2018-01-04]. （原始内容存档于2021-04-10）.